# Heteropogon wilcoxi
Heteropogon wilcoxi là một loài ruồi trong họ Asilidae. Heteropogon wilcoxi được James miêu tả năm 1934. Loài này phân bố ở vùng Tân Bắc giới.